# Bagarres au King Créole
Pour plus de détails, voir Fiche technique et Distribution.

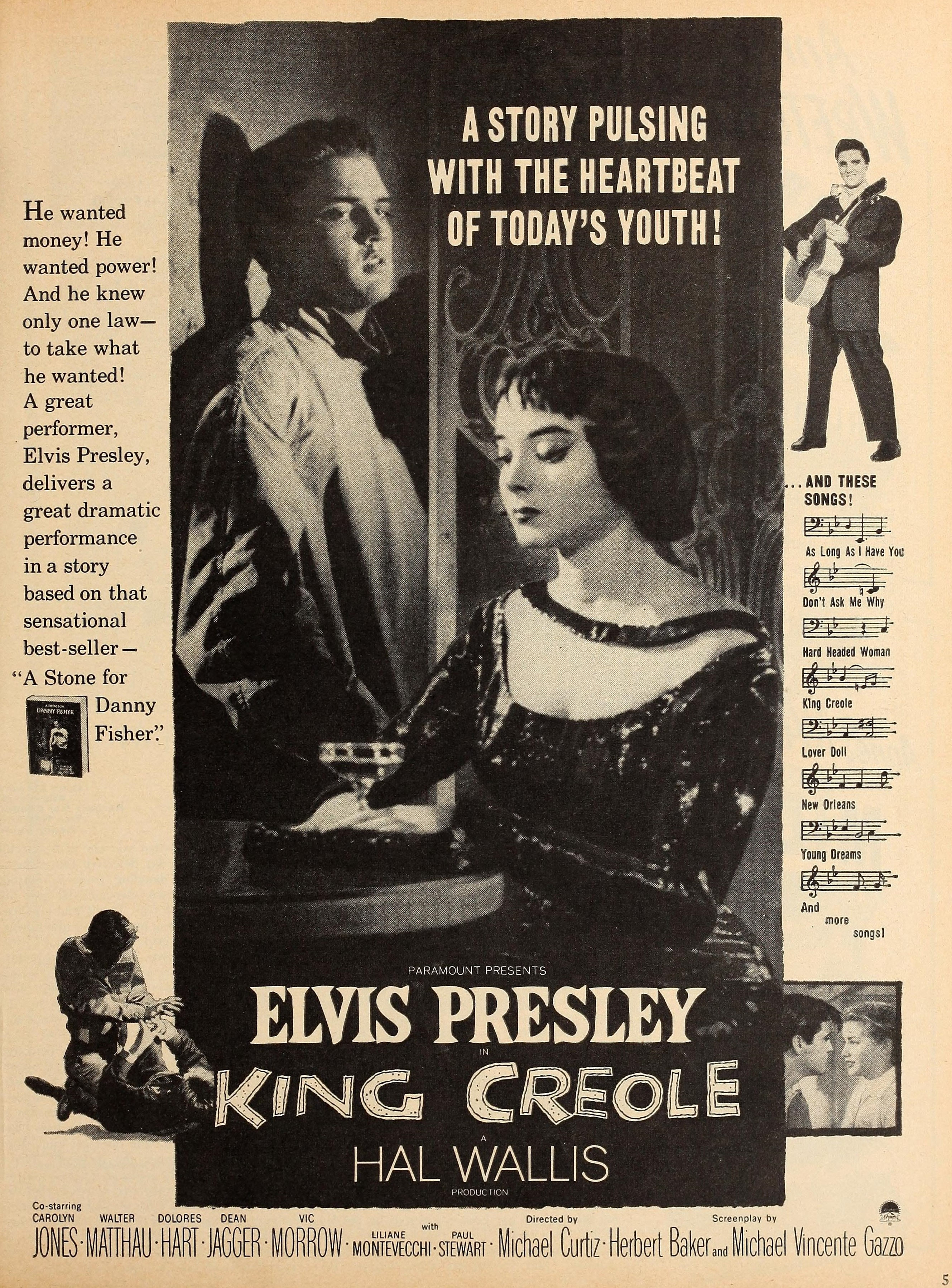
Annonce du film dans Modern Screen.

Bagarres au King Créole (King Creole) est un film américain de Michael Curtiz sorti en 1958.

## Synopsis
Danny Fisher n'est guère doué pour les études et peu enclin à la discipline si ce n'est celle des petites besognes auxquelles il s'astreint matin et soir pour rapporter un peu d'argent au foyer qu'il partage avec sa sœur aînée et son père, pharmacien, homme faible. Un matin, au « Blue Strade », parmi les derniers pochards, il avise Ronnie, jeune femme marquée mais élégante. Il prend sa défense face aux ivrognes agressifs. Plus tard, flanqué de trois voyous, dont Dummy, un muet qui deviendra son ami, il infiltre, guitare à la main, chanson aux lèvres, un grand magasin que ses compères pillent tandis que lui recueille toute l'attention d'un public charmé. Le soir même au Blue Strade, Ronnie le reconnaît et le présente comme un jeune chanteur doué à son compagnon Maxie Fields, la crapule locale, un type sans vergogne mais pas sans opiniâtreté. Il veut enrôler Danny mais le patron du King Créole, Legrand, homme loyal et bon, lui brûle la politesse. Danny devient vite une vedette locale malgré le rejet de son père qui n'admet pas ce genre de métier et voudrait voir son fils à l'étude. Maxi Fields, en rage de ne pouvoir corrompre le gosse et jaloux de l'intérêt amoureux que lui porte Ronnie, planifie un coup adroit, l'agression et le vol du pharmacien qui emploie le père de Danny. 
Mais c'est justement le père de Danny qui est agressé, molesté au point qu'une opération urgente s'avère indispensable pour le sauver. Le chirurgien est payé par Fields bien entendu ce qui rend Danny tributaire mais pas davantage. Fields, désespéré, joue son vatout : la signature de Danny contre le silence quant à son rôle dans l'agression. Danny accepte mais Fields le cafte tout de même au père. Rejeté par celui-ci, Danny passe Fields à tabac avant que de se battre avec ses sbires. il en réchappe, une blessure au bras, alors que l'un des sbires, Shark, est, lui, resté sur le carreau, un poignard dans le sein. Danny est pris en charge par Ronnie qui le conduit jusqu'à sa petite retraite sur pilotis où Danny récupère. Alors que les deux jeunes gens découvrent leur amour, Fields surgit, revolver à la main. Dummy lui fait escorte mais voyant l'arme se jette sur son patron qui se tue en chutant. Hélas, son précédent coup de feu avait lui aussi fait mouche. Ronnie meurt dans les bras de Danny, fou de douleur. Revenu au King Créole, Danny, mûri, amer, chante la chanson de Ronnie, As long as I have you. Son père apparaît alors. Il est venu écouter son fils.

## Fiche technique
- Titre original : King Creole
- Titre français : Bagarres au King Créole
- Réalisation : Michael Curtiz
- Scénario : Herbert Baker, Michael V. Gazzo, d'après le roman A Stone for Danny Fisher de Harold Robbins
- Direction artistique : J. McMillan Johnson et Hal Pereira
- Costumes : Edith Head
- Photographie : Russell Harlan
- Musique : Walter Scharf
- Montage : Warren Low
- Production : Hal Wallis ; Paul Nathan (associé)
- Société de production : Paramount et Hal Wallis Productions
- Pays :  États-Unis
- Genre : Film musical et drame
- Format : Noir et blanc - 35 mm - Son mono (Westrex Recording System)
- Durée : 116 minutes
- Dates de sortie :
  - États-Unis : 2 juillet 1958
  - France 1er avril 1960

## Distribution

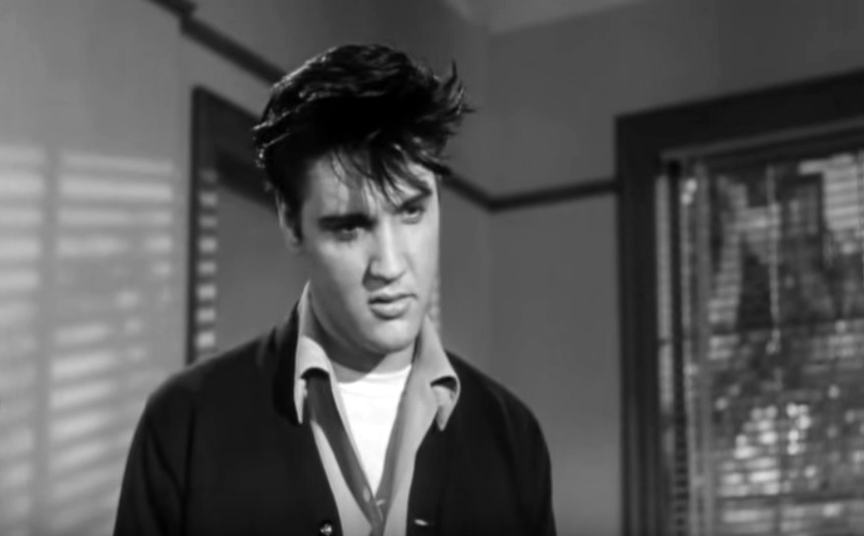
Elvis Presley dans une scène du film.

- Elvis Presley (VF : Michel Roux) : Danny Fisher
- Carolyn Jones (VF : Jacqueline Porel) : Ronnie
- Walter Matthau (VF : Claude Bertrand) : Maxie Fields
- Dolores Hart (VF : Jeanine Freson) : Nellie
- Dean Jagger (VF : Claude Péran) : M. Fisher
- Vic Morrow (VF : Michel François) : Shark (Jacques en VF)
- Liliane Montevecchi : Forty Nina
- Paul Stewart (VF : Raymond Loyer) : Charlie LeGrand
- Jan Shepard (VF : Anne Caprile) : Mimi Fisher
- Brian G. Hutton (VF : Jacques Thébault) : Sal (Nat en VF)
- Gavin Gordon (VF : Maurice Dorléac) : M. Primont (Primot en VF)
- Tony Russel (VF : Gabriel Cattand) : Chico
- Raymond Bailey (VF : René Blancard) : le principal du collège
- Helene Hatch (VF : Marie Francey) : Miss Pearson
- Hazel Boyne (VF : Henriette Marion) : une cliente demandant un verre d'eau
- Charles Evans (VF : Georges Hubert) : M. Furst, le patron de la pharmacie
- Alexander Lockwood (VF : René Bériard) : Dr Patrick
- Sam Buffington (VF : Louis Arbessier) : Dr Cabot (Delmotte en VF)
- Val Avery (VF : Jacques Marin) : Ralph (non crédité)

## Autour du film
- Initialement prévu pour James Dean, le scénario de départ se déroulait à Chicago dans les milieux de la boxe.
- Les fans français du King durent patienter presque deux ans pour que sorte enfin en France ce film devenu culte.

## Critiques
« La partie policière soutient l'intérêt et les caractères sont soigneusement analysés, à quoi on peut ajouter le charme et le talent certain du jeune Elvis Presley, qui sait donner de la densité à son rôle. Les dialogues sont durs, sans vulgarité, et la partition musicale est séduisante »

— Répertoire général des films 1960.